# Suspicion (NBC)
Suspicion  foi uma série de televisão estadunidense de mistério e drama com 42 episódios e que foi ao ar na NBC entre 1957 e 1958. A produção executiva de 10 episódios da série foi responsabilidade de Alfred Hitchcock, que também dirigiu o primeiro, "Four O’Clock".